# Torlengua
Torlengua – gmina w Hiszpanii, w prowincji Soria, w Kastylii i León, o powierzchni 41,15 km². W 2011 roku gmina liczyła 80 mieszkańców.